# Nesselrode (geslacht)
Nesselrode is de naam van een adellijk geslacht afkomstig uit het Bergisches Land (Bergse Land), behorende tot de oeradel van het hertogdom Berg.

## Geschiedenis

### Afstamming
Het geslacht Nesselrode wordt voor het eerst vermeld in een oorkonde van 1303; onder de vorm van ridder Heinrich Flecke von Nesselrode zu Nesselrath, een leenman van de abdij van Köln-Deutz. Hij is waarschijnlijk een afstammeling van Albert Sobbe von Leysiefen. In 1335 wordt de zoon van Heinrich Flecke von Nesselrode, Flecke von Nesselrode, leenman van graaf Reinoud II van Gelre. In 1368 is Johann von Nesselroide, de leenman van de graaf von Berg-Altena.

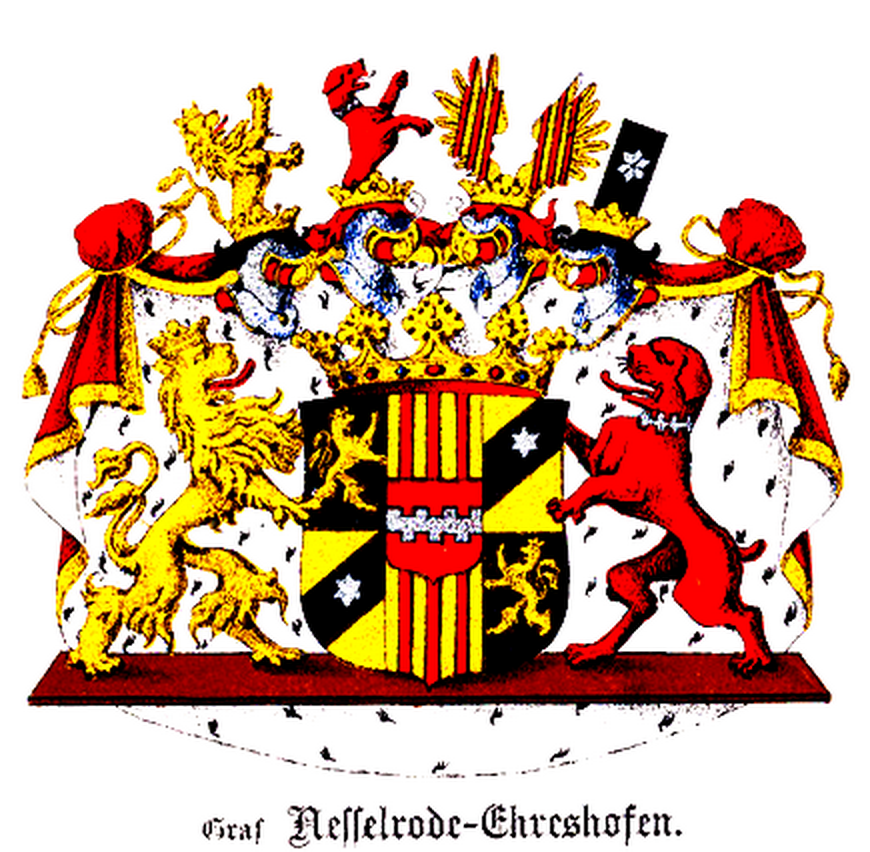
Nesselrode-Ehreshofen

De families Nesselrode-Reichenstein en Nesselrode-Ehreshoven zijn twee belangrijke zijtakken van het stamhuis Nesselrode. Tevens heeft het geslacht naam gemaakt in Rusland. Wilhelm graaf von Nesselrode (1728–1810) was Russisch gezant in Lissabon en werd in 1787 Russisch ambassadeur in Pruisen, vooral zijn zoon, Karl Robert zou een prominente plaats opeisen in de 19e-eeuwse geschiedenis. Karl Robert graaf von Nesselrode was minister van Buitenlandse Zaken van het Keizerrijk Rusland tussen 1814 en 1856 en speelde een belangrijke rol in de Heilige Alliantie, tijdens de Hongaarse Revolutie van 1848 en in de Krimoorlog.

### Nesselrode in Nederlands Limburg en Gelderland
Rond 1760 werd Kasteel Arcen uitgebreid met een koetshuis en oranjerie door de kasteelheer Christian August van Gelder en zijn vrouw Francisca van Nesselrode. Het alliantiewapen uit 1763, aangebracht op de binnenzijde van de toegangspoort, herinnert aan de eigenaren in het midden van de 18e eeuw.

### Nesselrode in Belgisch Limburg
Het “Oyevaersnest”, het meest uitgestrekte goed dat deel uitmaakte van de heerlijkheid Grote-Brogel en Erpekom dat in 1657 ongeveer 100 bunders, “consisterende in Landen, weijden, Bempden, soo die selve in natten ende droogen met alles appendentien ende dependentien van dijen” besloeg, was van 1759 tot 1792 in het bezit van de graven van Nesselrode.

## Sloten en burchten

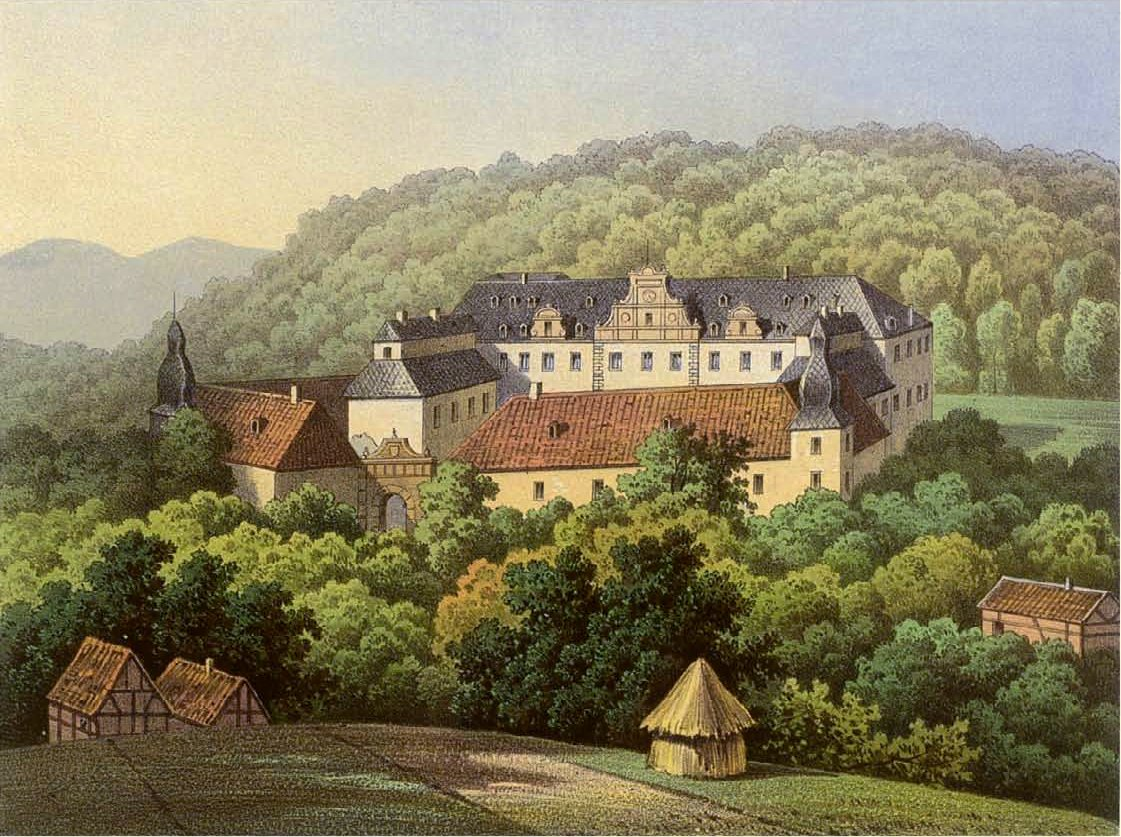
Schloss Ehreshoven, meer dan 500 jaar geleden gebouwd door Philipp Wilhelm Christoph von Nesselrode
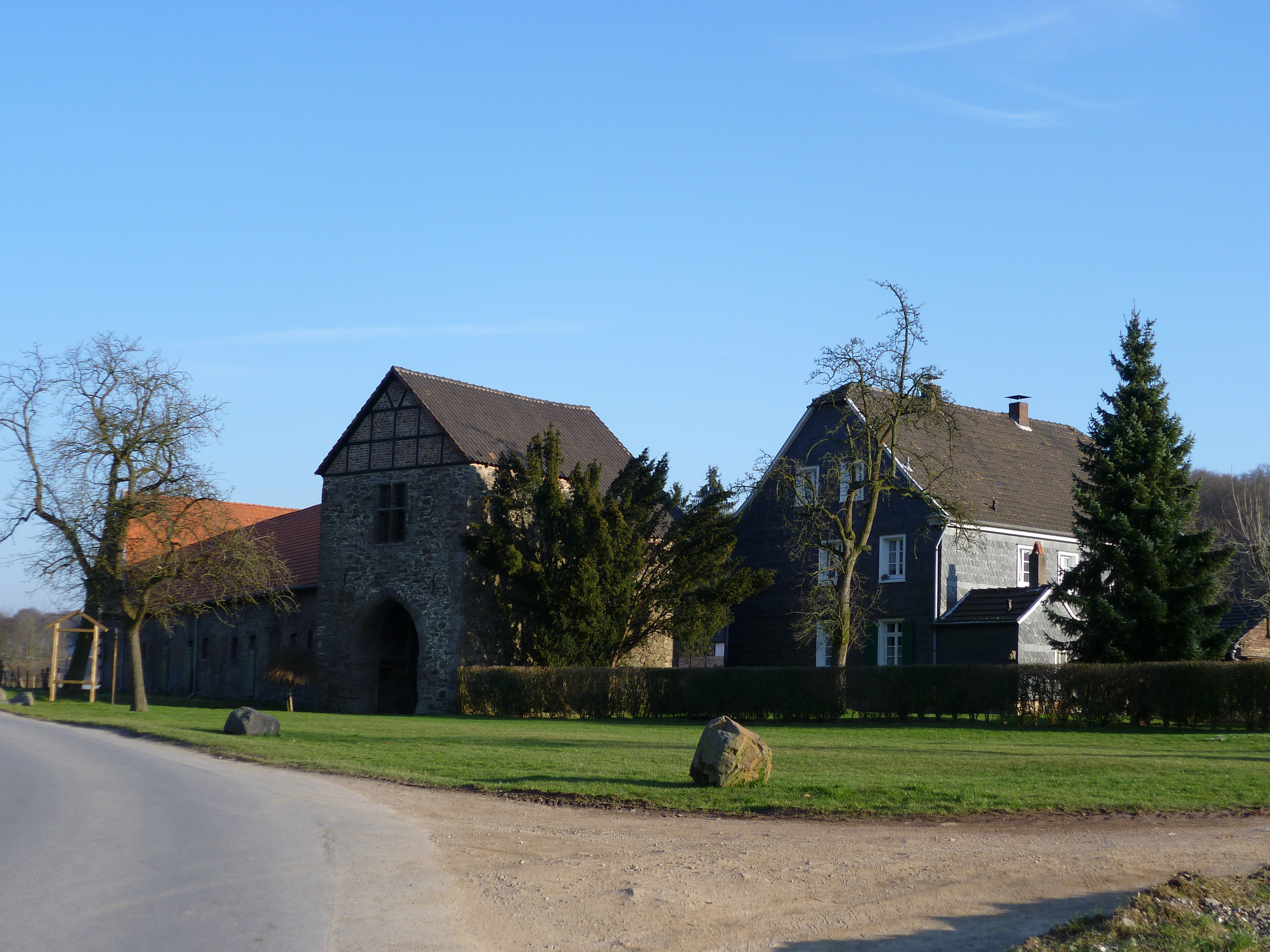
Haus Nesselrath, Havezate van het adelsgeslacht Nesselrode in de 14e eeuw.
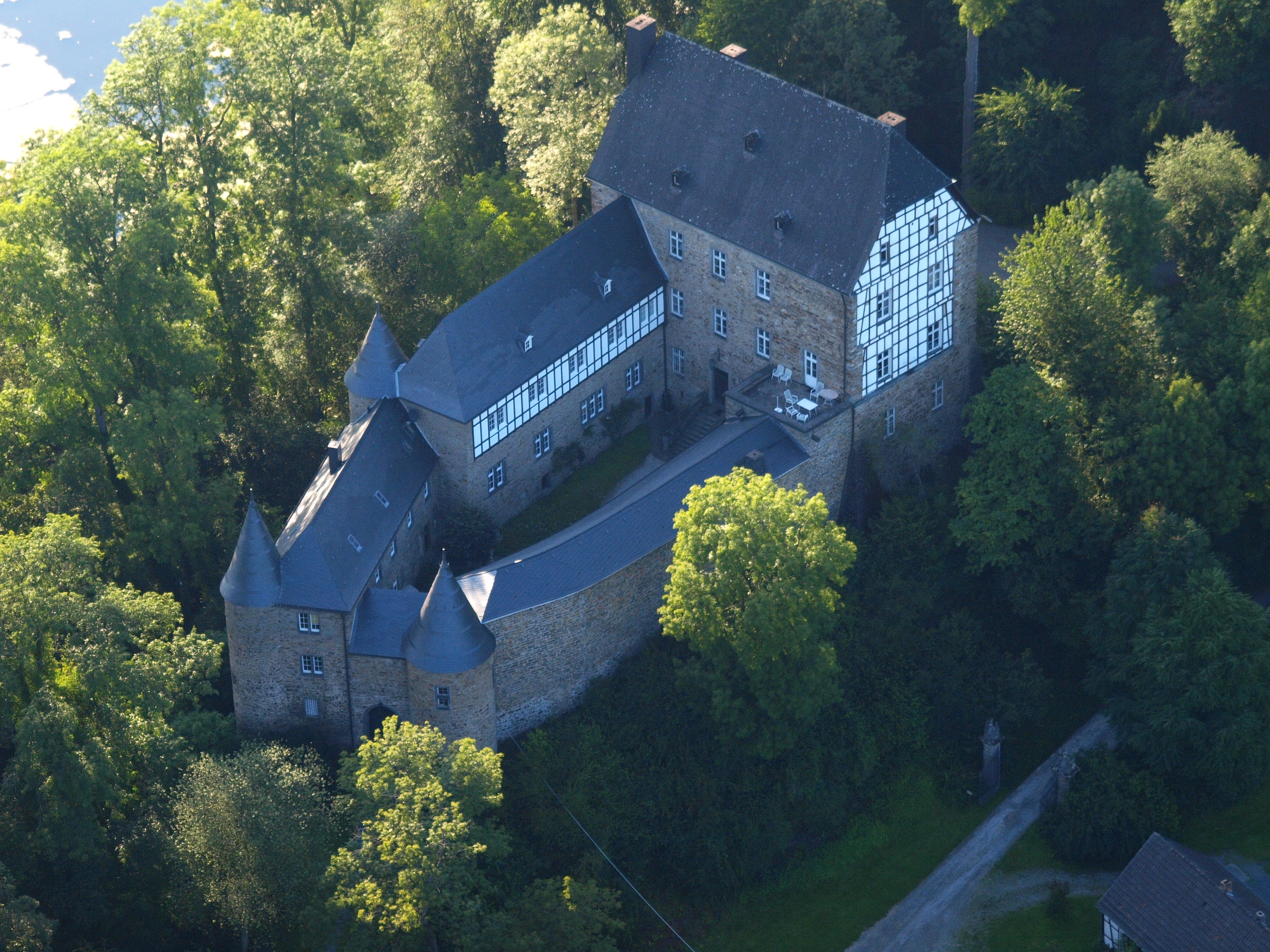
Burg Herrnstein, sinds 1436 in het bezit van de Von Nesselrodes
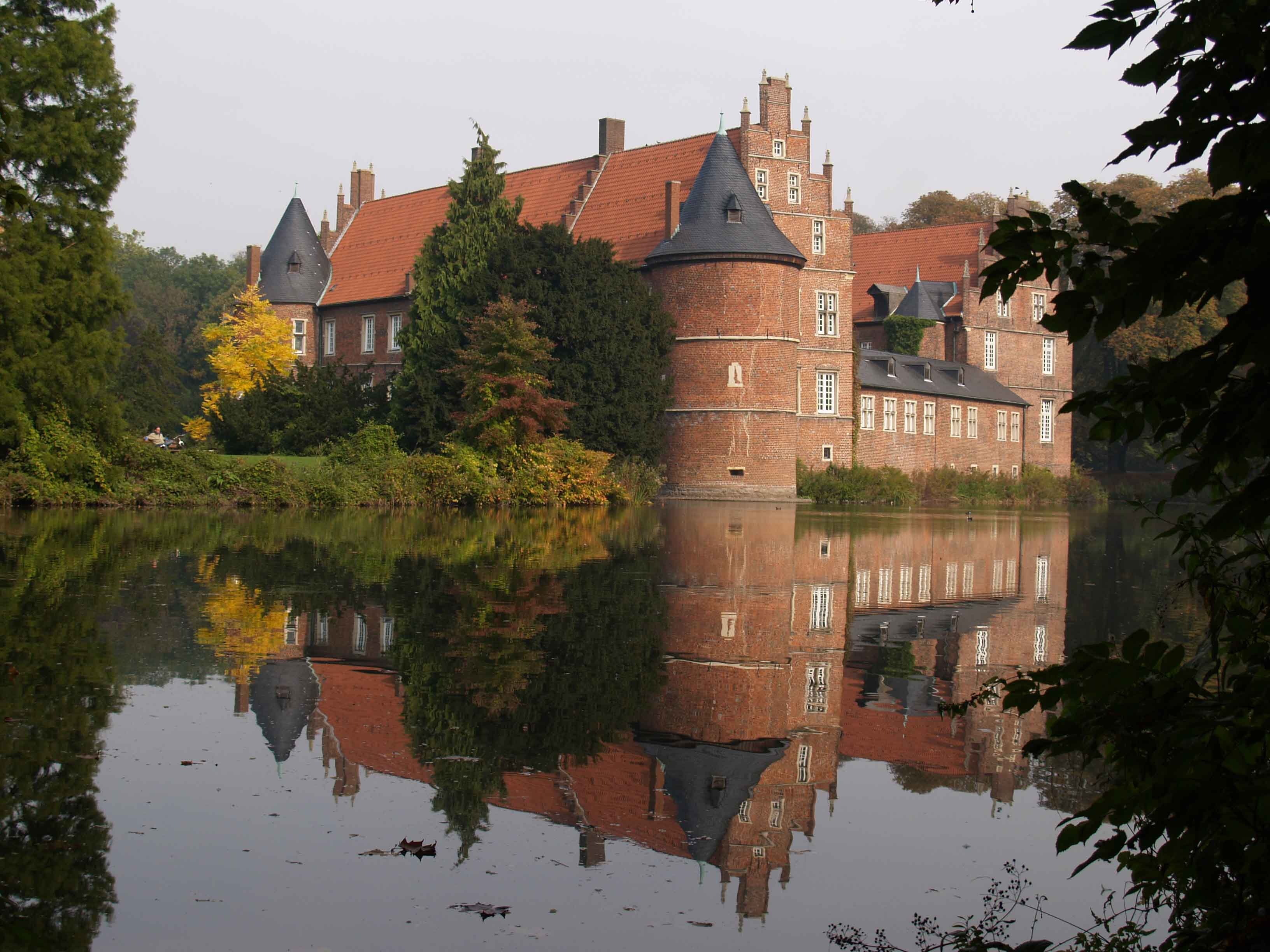
Schloss Herten, is bijna 300 jaar in het bezit geweest van de tak Nesselrode-Reichenstein.
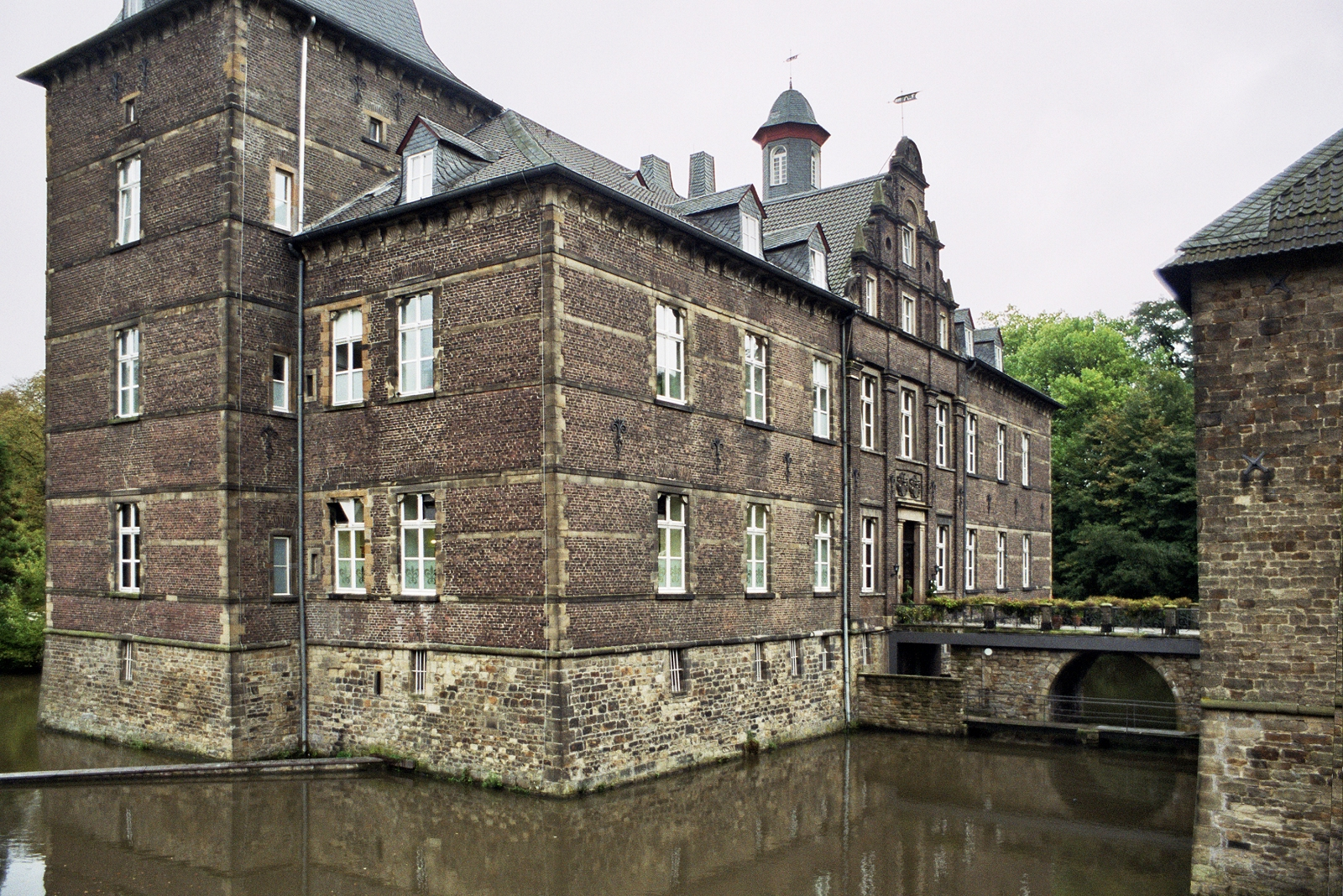
Schloss Hugenpoet, is van 1600 tot 1831 het stamslot van de tak Nesselrode-Hugenpoet

## Leden van het geslacht Von Nesselrode

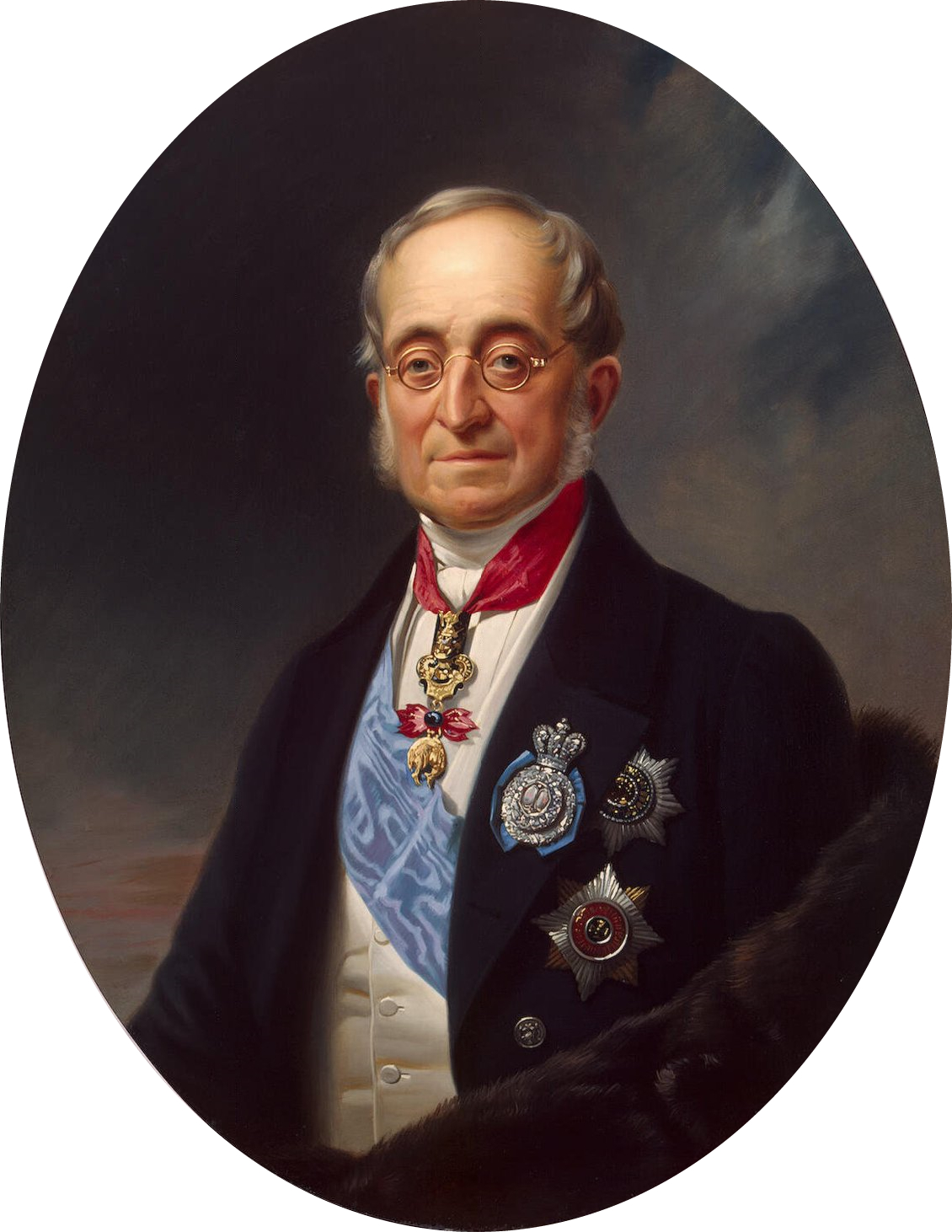
Graaf Karl Robert von Nesselrode

- Werner von Nesselrode, 1427–1431 Landmarschall van Lijfland van de Duitse Orde ("Ordo domus Sanctæ Mariæ Theutonicorum Hierosolymitanorum")
- Wilhelm von Nesselrode († 1471)
- Johann I. von Nesselrode, 1489–1506, abt van de Abdij Michaelsberg
- Bertram von Nesselrode († 1541)[17][18][19]
- Wilhelm II. von Nesselrode (* voor 1483; † na 1483)
- Anna von Nesselrode († 1559), kasteelvrouwe van Stolberg en burcht Stolberg
- Anna Catharina von Nesselrode, abdis van de Sint-Clemenskerk bij Bonn
- Bertram von Nesselrode (* 1635; † 1707), Heer van Ehrenstein, ridder en rijksmaarschalk van het hertogdom Berg
- Freiherr Franz von Nesselrode-Reichenstein (* 1635; † 1707), diplomaat in Vest Recklinghausen
- Wilhelm Franz von Nesselrode († 1732), bisschop van Fünfkirchen
- Philipp Wilhelm von Nesselrode und Reichenstein (1678–1754), van 1728 tot 1754 grootprior van de Duitse Orde van Malta
- Karl Franz Alexander Johann Wilhelm von Nesselrode-Ehreshoven (1752–1822), generaal-majoor Pruisen[20]
- Johann Franz Joseph von Nesselrode-Reichenstein (* 1755; † 1824), minister van binnenlandse zaken, justitie en oorlog voor het hertogdom Berg onder Napoleon Bonaparte. Voorzitter van de Hofraad.[21]
- Johann Wilhelm von Nesselrode, kasteelheer, Münster (Westfalen)
- Karl Josef von Nesselrode-Reichenstein, minister van Cleve-Berg
- Maximilian Friedrich von Nesselrode-Hugenpoet (* 1773; † 1851), generaal-majoor Beieren[22]
- Karl Robert graaf von Nesselrode (* 1780; † 1862), was een Russisch diplomaat, minister van Buitenlandse Zaken van het Keizerrijk Rusland en een van de belangrijkste staatsmannen binnen de Heilige Alliantie.[5][23][24][25]
- Maximilian von Nesselrode-Ehreshoven (* 1817; † 1898), Landraad Regierungsbezirk Keulen
- Alfred von Nesselrode (1824–1867)

## Wapens
|  |  |  |  |